# Zeke Bratkowski
Zeke Bratkowski (Danville, Illinois, 1931. október 20. – Santa Rosa Beach, Florida, 2019. november 11.) amerikai amerikaifutball-játékos.

## Pályafutása
1954-ben illetve 1957 és 1960 között a Chicago Bears, 1961 és 1963 között a Los Angeles Rams, 1963 és 1968 között, majd 1971-ben a Green Bay Packers, 1973-ban ismét Chicago Bears játékosa volt. A Packers csapatával három NFL-bajnoki címet nyert. 1967-ben a történelem első Super Bowlján 35–10-re nyert a Packers a Kansas City Chiefs ellen. 1968-ban a második Super Bowlban a Packers az Oakland Raiderst győzte le 33–14-re.

## Sikerei, díjai
- Super Bowl
  - győztes (2): 1967, 1968
- National Football League
  - győztes (3): 1965, 1966, 1967
- Green Bay Packers Hall of Fame